# Monique Emmen
Monique Emmen is een Nederlands zangeres, actrice, presentatrice en model. Ze was vooral actief in de jaren tachtig en het begin van de jaren negentig.

## Biografie
Begin jaren tachtig zong Emmen in het muziekduo Qui Vive dat in 1982 de single Un poco del sol / Sing me a song uitbracht. De single verscheen ook in Duitsland.
Van 1983 tot 1985 was ze een van de hoofdrolspelers in de komische televisieserie Hollanders samen met Alexander Curly, Will Luikinga, Paul Vasseur en Kees Schilperoort. Voor de Britse tv-zender Music Box presenteerde ze van ongeveer 1985 tot 1987 het muziekprogramma Time out for Holland. In 1984 stond ze op de cover van de Playboy en in 1987 besteedde het blad nog een reportage aan haar.
Ze speelde een rol in verschillende televisieseries, zoals in Gemene verhalen (Op z'n Frans, 1987) en Vreemde praktijken (Meisje gezocht, 1989). In 1990 speelde ze de rol van Fairy in de komische speelfilm De gulle minnaar van Rob Houwer en Mady Saks.
Met Alides Hidding en Richard de Bois was ze een van de liedschrijvers van Brown eyes van Piet Veerman op zijn album My heart and soul (1994).